# Marc Girault
Pour les articles homonymes, voir Girault.
Marc Girault,  né en 1955, est un cryptologue français connu pour être l’inventeur de l’algorithme d'authentification cryptoGPS.

## Biographie
Marc Girault est né le 20 juillet 1955, à Caen, dans le Calvados. Après avoir reçu une triple formation d’ingénieur (Télécom ParisTech en 1977), d’enseignant (agrégation de mathématiques en 1980) et de chercheur (thèse de doctorat en 1991 et habilitation à diriger des recherches en 1999, sous la direction de Brigitte Vallée), sa carrière professionnelle s’est partagée entre la R&D à France Télécom / Orange et l’enseignement des mathématiques en lycée (Auguste-Chevalier à Domfront, Victor-Hugo à Caen).
Son domaine d’expertise principal est la cryptographie « à très bas coût ». À partir de 1989, il a développé avec Jean-Claude Paillès, David Arditti et Henri Gilbert un algorithme d’authentification à clé secrète qui équipa les télécartes France Télécom (cartes à puce téléphoniques prépayées) de 1995 à 2013. Une seconde version fut embarquée dans les télécartes étrangères (Amérique centrale, Afrique), puis deux autres dans des puces RFID pour le compte des sociétés STMicroelectronics et ASK. Au total, les puces concernées se comptent en milliards.
En 1991, Marc Girault a proposé un protocole d’authentification à clé publique, analysé et perfectionné en 1998 par Guillaume Poupard et Jacques Stern. Appelé initialement GPS, du nom  des trois contributeurs mais source de confusion, il est devenu cryptoGPS à l’ISO, où plusieurs de ses variantes ont été normalisées.  Grâce aux optimisations trouvées avec David Lefranc et aux travaux conduits par Loïc Juniot et Matt Robshaw (en), la faisabilité de cryptoGPS (en mode dit « à coupons ») sur une puce RFID a été établie en 2008.
Marc Girault est aussi co-inventeur, avec Renaud Reitter et Marie Josèphe Revillet, du système de contrôle d’accès aux immeubles VIGIK par badge sans contact. Promu par La Poste et utilisé par tous les grands opérateurs (EDF, Orange… et – bien sûr –  La Poste elle-même), VIGIK équipait en 2014 près de 300 000 immeubles.
Marc Girault est le (co-)auteur d’une cinquantaine de publications internationales et le (co-)inventeur d’autant de brevets. Il a dirigé dix étudiants en thèse de doctorat, parmi lesquels les chercheurs d’Orange Labs Sébastien Canard, Jean-François Misarsky et Jacques Traoré. Il a été expert émérite d’Orange, membre du Comité stratégique du projet européen E-Crypt et est membre senior de la SEE  (Société de l’Électricité, de l’Électronique et des Technologies de l'Information et de la Communication).